# HD106384
HD106384 — хімічно пекулярна зоря спектрального класу A5, що має видиму зоряну величину в смузі V приблизно  6,6.
Вона  розташована на відстані близько 270,9 світлових років від Сонця.

## Фізичні характеристики
Телескоп Гіппаркос зареєстрував фотометричну змінність  даної зорі з періодом    0,08 доби в межах від  Hmin= 6,67 до  Hmax= 6,60.